# Ватега (аэродром)
Ва́тега — недостроенный военный аэродром вблизи одноимённого посёлка Онежского района Архангельской области. Известен также под названием А́ндозеро. В 13 км западнее, за озером Андозеро, находится город Онега.
Аэродром был предназначен для приёма тяжелых стратегических бомбардировщиков. При строительстве был проложен трубопровод с железнодорожной станции для подачи гудрона. Готовность аэродрома была около 90 %. Имеется остов командно-диспетчерского пункта.
На аэродром планировалось также переведение городского аэропорта Онеги, чтобы стало возможным обслуживание последнего крупными пассажирскими самолётами.
Аэродром был заброшен в 1995 году. Плиты марки ПАГ-18 из предварительно напряжённого бетона, имеющие размер 6×2 м и толщину 18 см, в количестве 17 161 штук с взлётно-посадочной полосы куплены, демонтированы и частично вывезены частным предприятием ООО «Бьюти Стар». При вывозе и реализации плит в 2002 году совершались действия, квалифицированные судом как разбой и вымогательство группой лиц по предварительному сговору.